# Вулан
Вулан (рус. Вулан) малена је река на југу европског дела Руске Федерације. Протиче преко територија Геленџичког округа на југозападу Краснодарске покрајине. Део је басена Црног мора.
Свој ток започиње у близини превоја Вулански на западним обронцима Великог Кавказа. Дужина водотока је 29 km, површина басена око 278 km², а просечан проток око 6,36 m³/s. У горњем делу тока река је изузетно сиромашна водом, иако након обилнијих падавина неретко поприма бујични карактер и тада ниво воде у реци порасте и до 4 метра. Свој ток завршава западно од села Архипо Осиповка где се улива у малени црноморски залив Вулан. 
Најважније притоке су Морозовка са леве и Лева Шчељ и Текос са десне стране. У доњем делу тока преко реке прелази деоница националног ауто-пута М4 (траса Е97). 